# Il grande sogno di Maya/Rascal - Il mio amico orsetto
Il grande sogno di Maya/Rascal - Il mio amico orsetto è il quattordicesimo singolo della cantante italiana Cristina D'Avena, pubblicato nel 1985 e distribuito da C.G.D. Messaggerie Musicali S.p.A. 

## I brani
Il brano Il grande sogno di Maya è la sigla italiana di apertura e chiusura dell'anime omonimo, scritta da Alessandra Valeri Manera su musica e arrangiamento di Detto Mariano. La canzone presente sul lato B, Rascal - Il mio amico orsetto è un brano musicale sigla dell'anime Rascal, il mio amico orsetto, scritto da Luciano Beretta su musica e arrangiamento di Augusto Martelli.
Entrambe le canzoni nelle loro varie pubblicazioni sono state pubblicate in versioni lievemente differenti con sfumature che alteravano la durata effettiva. Il grande sogno di Maya è stata pubblicata solo una volta su CD nella sua interezza nella raccolta per il trentennale dell'artista.

## Tracce
- LP: FM 13092

Lato A
Testi di Alessandra Valeri Manera, musiche di Detto Mariano; edizioni musicali Canale 5 Music.
1. Cristina D'Avena – Il grande sogno di Maya – 3:05

Lato B
Testi di Luciano Beretta, musiche di Augusto Martelli; edizioni musicali Canale 5 Music.
1. Cristina D'Avena – Rascal - Il mio amico orsetto – 2:55

## Produzione
- Alessandra Valeri Manera – Produzione artistica e discografica
- Direzione Creativa e Coordinamento Immagine Mediaset – Grafica

## Produzione musicale e formazione

### Il grande sogno di Maya
- Detto Mariano – tastiera, piano, programmazione, produzione e arrangiamento, registrazione e mixaggio al Nikto Studio, Milano
- I Piccoli Cantori di Milano – cori
- Niny Comolli – direzione cori
- Laura Marcora – direzione cori

### Rascal - Il mio amico orsetto
- Augusto Martelli – Produzione e arrangiamento, direzione orchestra
- Tonino Paolillo – Registrazione e mixaggio al Mondial Sound Studio, Milano
- Orchestra di Augusto Martelli – Esecuzione brano

## Pubblicazioni all'interno di album e raccolte
Il grande sogno di Maya e Rascal - Il mio amico orsetto sono state pubblicate in alcune raccolte della cantante
| Anno | Album                                                | Titolo                        | Versione                                    |
| ---- | ---------------------------------------------------- | ----------------------------- | ------------------------------------------- |
| 1985 | Fivelandia 3                                         | Il grande sogno di Maya       | Versione originale                          |
| 1985 | Fivelandia 3                                         | Rascal - Il mio amico orsetto | Versione originale                          |
| 1987 | Fivelandia Collection                                | Il grande sogno di Maya       | Versione sfumata a pochi secondi dal finale |
| 1987 | Fivelandia Collection                                | Rascal - Il mio amico orsetto | Versione sfumata                            |
| 1989 | Cristina D'Avena e i tuoi amici in TV 3              | Il grande sogno di Maya       | Versione sfumata a pochi secondi dal finale |
| 1991 | Cristina D'Avena e i tuoi amici in TV 5              | Rascal - Il mio amico orsetto | Versione sfumata                            |
| 2002 | Cristina D'Avena e i tuoi amici in TV 15             | Il grande sogno di Maya       | Versione sfumata sul finale                 |
| 2004 | Cartoon Story                                        | Rascal - Il mio amico orsetto | Versione sfumata                            |
| 2006 | Fivelandia 3 & 4                                     | Il grande sogno di Maya       | Versione sfumata a pochi secondi dal finale |
| 2006 | Fivelandia 3 & 4                                     | Rascal - Il mio amico orsetto | Versione sfumata                            |
| 2006 | Fivelandia 3                                         | Il grande sogno di Maya       | Versione sfumata a pochi secondi dal finale |
| 2006 | Fivelandia 3                                         | Rascal - Il mio amico orsetto | Versione sfumata                            |
| 2007 | Super Stars                                          | Il grande sogno di Maya       | Versione sfumata                            |
| 2011 | Nella bella fattoria                                 | Rascal - Il mio amico orsetto | Versione sfumata                            |
| 2011 | Cristina D'Avena e le super girls                    | Il grande sogno di Maya       | Versione sfumata a pochi secondi dal finale |
| 2012 | Il valzer del moscerino presenta - La bella fattoria | Rascal - Il mio amico orsetto | Versione sfumata                            |
| 2012 | 30 e poi... - Parte prima                            | Il grande sogno di Maya       | Versione originale                          |
| 2015 | Fivelandia Story                                     | Il grande sogno di Maya       | Versione ?                                  |
| 2018 | Le più belle sigle TV di Bim Bum Bam                 | Il grande sogno di Maya       | Versione sfumata a pochi secondi dal finale |
| 2018 | Fivelandia Reloaded - Volume 3                       | Il grande sogno di Maya       | Versione sfumata a pochi secondi dal finale |